# Онуфрий Керженецкий
Онуфрий Керженецкий (Ануфрий; по некоторым данным, имел прозвище Орёл) (? - 1716 или 1729) — деятель русского старообрядчества (поповец), основатель секты «аввакумовщины» (в различных источниках «онуфриевщины» или «ануфриево согласие» или «онуфриевское согласие»).

## Биографические сведения
Подробных биографических сведений об Онуфрии не сохранилось. Известно лишь, что он был иноком в Соловецком монастыре, вместе с другими монахами монастыря остался упорным последователем старопечатных книг, а после осады монастыря и изгнания оттуда старообрядцев удалился в Нижегородскую губернию, на реку Керженец, где, неподалёку от города Семёнова, у деревни Хворостиной, основал в 1677 году новый скит.
Скит быстро приобрёл большое значение в глазах старообрядцев, благодаря тому, что Онуфрий сумел устроить так, что вся милостыня, на которую обыкновенно и существовали скитские старцы, направлялась в скит Онуфрия, а уже отсюда распределялась между другими скитами. Скиты чувствовали свою зависимость от Онуфрия и влияние его на Керженце, а отсюда и в остальном старообрядческом мире было очень велико. В 1690 годах скит Онуфрия сделался местом больших разногласий и раздоров между старообрядцами вследствие разного отношения их к известным тогда в расколе письмам знаменитого протопопа Аввакума. Письма эти, в которых Аввакум вёл полемику с другим раскольничьим учителем диаконом Фёдором, проникли на Керженец и в ските Онуфрия нашли много последователей, которые восприняли взгляды Аввакума и стали их распространять среди старообрядческого населения Керженских скитов. Главные уклонения от основных догматов православия, проповедовавшиеся Аввакумом и воспринятые Онуфрием и его последователями, заключались прежде всего в учении о пресвятой Троице, будто она трисущна, рассекается на три равные естества и все три лица имеют особое седание, а Иисус Христос «сидит на престоле, соцарствуя св. Тройце», как особый Бог. Кроме того, Онуфриане учили неправильно и о воплощении. Письма Аввакума, в которых высказывались подобные мнения, подверглись особенному «почитанию»; в них видели источник особенной благодати, ввели их чтение за богослужением, почитали и самого Аввакума, написали его изображение и поклонялись ему.
Всё это вызвало протест со стороны других старообрядцев и в 1693 году собрался первый собор против Онуфрия и его последователей; их долго убеждали, но безуспешно.
В 1706 году собрался второй собор в присутствии известного старообрядческого начётчика и писателя — инока Евфросина, но и этот собор был безрезультатен.
Между тем, всё старообрядчество заинтересовалось этим спором, против Онуфрия появились письменные обличения, наконец, в 1708 году собрался третий собор с целью предать Онуфрия и его последователей анафеме, в случае упорства. Онуфрий согласился отречься от писем, но условно: «аще в них (письмах Аввакума) обрящется противность церкви, то и мы оные не приемлем». Такое условное отречение не было, однако, собственно отречением и уже в следующем 1709 году был созван четвёртый собор против Онуфрия. Онуфрий и его последователи на этот раз сдались и решили письма «отложить», отреклись от них и написали об этом особое соборное определение.
Впрочем, онуфриевщина актом отречения самого Онуфрия далеко не прекратилась: она успела распространиться в Брынских лесах и во многих местах ростовской епархии, и после смерти Онуфрия понадобилось в 1717 году новое отречение его последователей от еретических мнений Аввакума. В остальном онуфриевщина мало отличалась от других раскольничьих беспоповщинских толков: последователи Онуфрия принимали попов только дониконовского поставления и в волновавшем тогда старообрядство вопросе о самоистреблении держались довольно уклончиво, хотя, по-видимому, сочувствовали «самоубийственным смертям».
Согласно данным «ЭСБЕ» и «РБС», умер Онуфрий в своем Керженском ските в 1716 году, однако в «БРЭ» говорится, что это произошло «возможно» в 1729 году.